# Pepi Sonuga
Pepi Sonuga (Lagos, Nigéria, 8 de setembro de 1993) é uma atriz e modelo nigeriana-estadounidense.

## Biografia
Pertencente a uma família de descendentes de africana e irlandesa, ela se mudou para Los Angeles apenas 10 anos para ocupar um lugar no mundo da interpretação.  Aos 15 anos foi a ganhadora do concurso Miss Teen Los Angeles e desde então, começou a posar para marcas como Hot Topic, Sprit Sinos, Forever 21 ou Skechers.
Começou no mundo da interpretação no ano 2009 graças a uma curtas-metragen em Weigh Money. Já em 2013 participou no filme Life of a King e, desde então , teve papéis em várias séries de televisão como Geral Hospital, The Fosters ou Lab Rats: Elite Force.
Em 2016, confirmou-se que faria parte do elenco principal da série de Freeform Famous in Love, onde interpreta a Tangey Turner.

## Filmografia
| Filmes    | Filmes                       | Filmes        | Filmes             |
| Ano       | Título                       | Personagem    | Notas              |
| --------- | ---------------------------- | ------------- | ------------------ |
| 2009      | Weigh Money                  | Lena          | Curta-metragem     |
| 2013      | Life of a King               | Michelle      |                    |
| 2015      | Cheerleader Death Squad      | Ursula        | Filme de televisão |
| Televisão |                              |               |                    |
| Ano       | Título                       | Papel         | Notas              |
| 2013      | Geral Hospital               | Taylor DuBois | 4 episódios        |
| 2015      | Mortal Kombat X: Generations | Jacqui Briggs | 1 episódio         |
| 2015      | Filthy Preppy Teen$          | Kadelyn       | 2 episódios        |
| 2016      | The Fosters                  | Sally Benton  | 6 episódios        |
| 2016      | Lab Rats: Elite Force        | Crosbow       | 1 episódio         |
| 2017–2018 | Famous in Love               | Tangey Turner | Elenco principal   |